# Aeros (Zirkus)

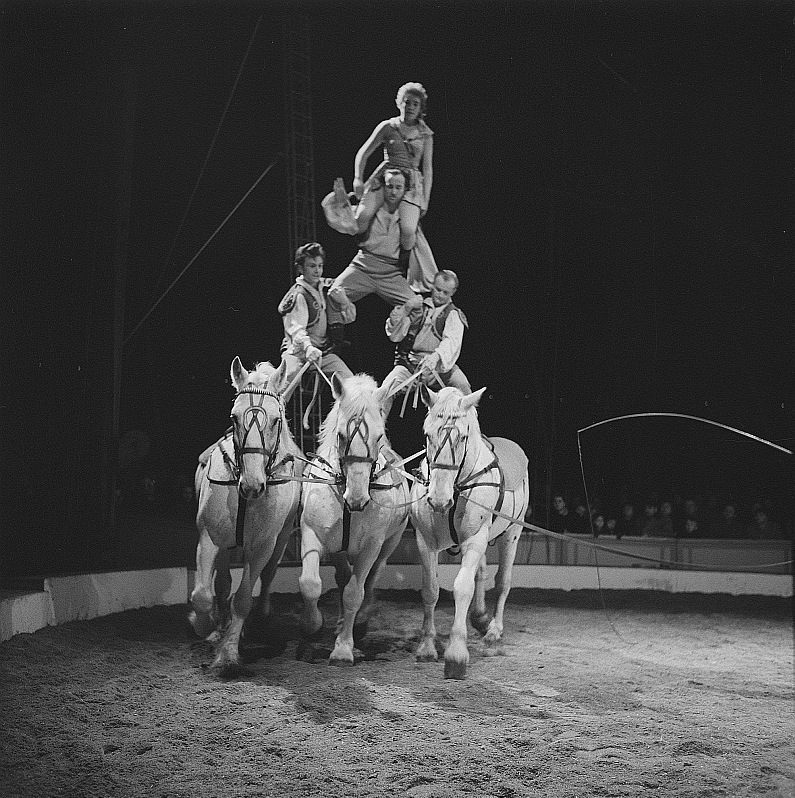
Zirkus Aeros

Aeros ist ein 1941 vom Sensationsartisten Cliff Aeros in Leipzig gegründeter Zirkus.

## Anfänge
1941 gründete Cliff Aeros (bürgerlicher Name Julius Jäger, * 1889, seit 1940 verheiratet mit Babette Belli vom Zirkus Belli), ein bekannter Sensationsartist und Raubtierlehrer, mit seinem Kompagnon Stenglein seinen ersten Zirkus, den Schlesischen Stromliniencircus, der seinen Namen nach den von Cliff Aeros selbst konstruierten Stromlinienwagen erhalten hatte. 1944 wurde das Winterquartier in Strehlen (Schlesien) durch die Wehrmacht beschlagnahmt. Aeros spielte danach in Görlitz (Varieté Zwei Linden). Am 7. Dezember 1945 eröffnete Cliff Aeros seinen selbst konstruierten Zirkusbau aus Holz auf dem Gelände des im Zweiten  Weltkrieg zerstörten Krystallpalastes in Leipzig, der 2000 Zuschauern Platz bot und einen Kuppeldurchmesser von 20 m hatte.

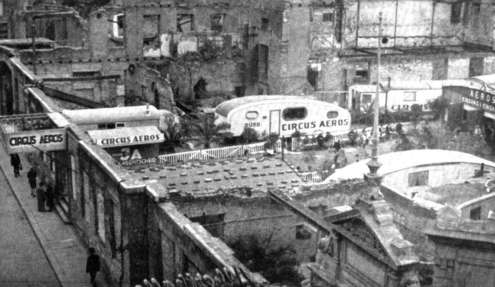
Zirkus Aeros 1945 in Leipzig

1956 wurde der feste Holzbau abgerissen. Der in Stuttgart nicht mehr benötigte Franz-Althoff-Bau wurde nach Leipzig transportiert und am gleichen Platz errichtet.

## Entwicklung
1961 wurde der Zirkus Aeros in den Staatszirkus der DDR eingegliedert.
Nach der deutschen Wiedervereinigung mit dem Übergang in die freie Marktwirtschaft, im Jahr 1991 wurde das Unternehmen privatisiert und 1997 aufgelöst. Die Namensrechte sind seither im Besitz von Georg Frank. Seit November 2005 spielt ein Familienzirkus unter dem Namen Aeros, welcher zuvor als Circus Atlas durch die Bundesrepublik zog.

## Kritik

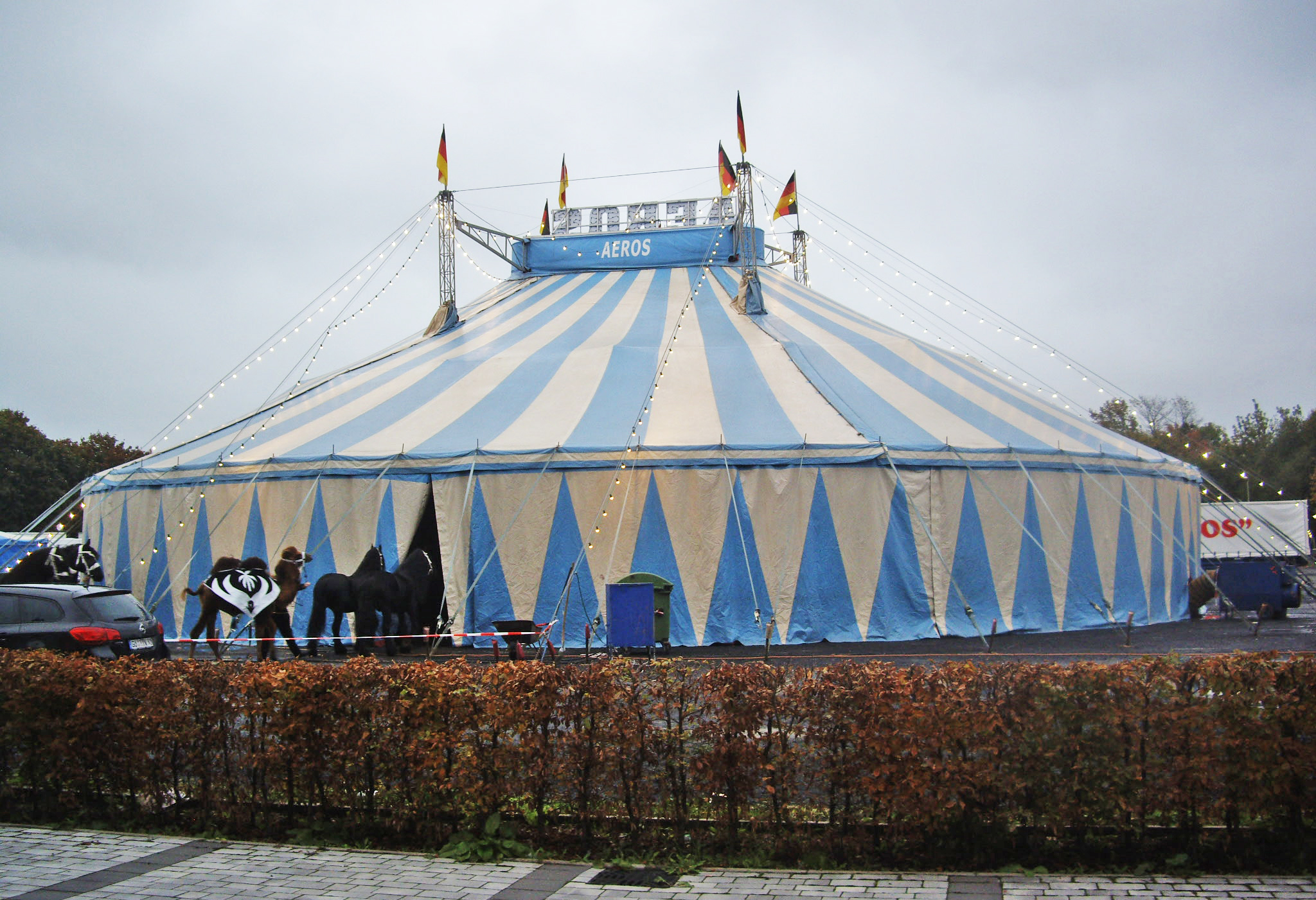
Zirkus Aeros 2015 in Göttingen

Wie andere Zirkusse steht auch Aeros seit etwa 2010 zunehmend unter Druck aufgrund der Tierhaltung. Am 5. Januar 2014 kam es zu tätlichen Übergriffen durch die Mitarbeiter des Zirkus Aeros auf die Demonstranten des Vereines die tierbefreier e. V. auf einer Kundgebung in Leipzig, über die verstärkt in den lokalen Medien berichtet wurde. Ein Gastspiel im Oktober 2015 in Göttingen stand ebenfalls in der Kritik; Anlass waren hier die Haltungsbedingungen für die Tiere auf einem Lagerplatz, neben dem ein Schützenverein gleichzeitig Schießübungen abhielt.

## Vor dem Bildschirm
Der Zirkus Aeros bekam eine Werbefläche in der TV-Serie Unser Charly Staffel 1 Folge Fünf Charlie in Gefahr.